# ジミー・ウーソ
ジミー・ウーソ（Jimmy Uso、1985年8月22日 - ）は、アメリカ合衆国のプロレスラー。カリフォルニア州サンフランシスコ出身。WWE所属。
本名はジョナサン・ソロファ・ファトゥ（Jonathan Solofa Fatu）。父はリキシのリングネームで有名なソロファ・ファトゥ。双子の弟はWWEで共に活動しているジェイ・ウーソ。

## 来歴
2007年、wXwにて双子の弟のジョシュア・ファトゥと共にプロレスラーとしてデビュー。
2009年、ジョシュアと共にWWEとディペロップメント契約。傘下団体のFCWにてジミー・ウーソ（Jimmy Uso）のリングネームでデビュー。ジョシュア（当時ジュレス・ウーソ）とのタッグチーム、ウーソズ（The Usos）を結成して活動し、デビュー早々トップの前線に立つ活躍を見せ、デューク・ロトンド&ボー・ロトンドと兄弟タッグ同士の抗争を展開した。2010年3月にはタミーナをマネージャーに加え、同じく二世レスラーのチームであるジョー・ヘニング&ブレット・デビアスからFCWフロリダタッグチーム王座を奪取した。
5月、WWEに昇格（ジョシュアはジュレス・ウーソからジェイ・ウーソに改名）。24日のRAWでの放送にヒールとして登場。WWEタッグ王座を保持しているハート・ダイナスティを襲撃し、抗争を開始。RAWにおいてのノンタイトルマッチではハート・ダイナスティから勝利を奪うも、PPVであるオーバー・ザ・リミットでのタイトルマッチでは敗戦。ナイト・オブ・チャンピオンズでターモイルマッチによるタイトルマッチに再び挑戦。第一試合目からハート・ダイナスティと当たり、勝利。第二試合目のサンティーノ・マレラ&ウラジミール・コズロフにも勝利を収めるが、第三試合目のマーク・ヘンリー&エヴァン・ボーンに敗れたため、王座を奪取することができずに抗争は終了となった（王者となったのはドリュー・マッキンタイア&コーディ・ローデス）。
2011年4月末の追加ドラフトにて、弟のジェイ・ウーソと共にスマックダウンへの移籍が決定した。NXTにてカート・ホーキンスやタイラー・レックス等のヒールと戦いベビーターンし、その後もタッグ戦線で活動。2013年6月、タッグ王座を持つシールドへの挑戦権を得、王座は奪えなかったもののマーク・ヘンリーと組むなどしてシールドと抗争。
2019年2月17日、Elimination Chamber 2019でWWE・スマックダウンタッグ王者チームのザ・ミズ & シェイン・マクマホンに挑戦。ミズとのフォールの取り合いになりミズからスカル・クラッシング・フィナーレを喰らうも切り返してフォールを奪い勝利。王座を戴冠した。
2021年7月5日、飲酒運転などの容疑で逮捕された。通算5回目の逮捕
2024年4月、レッスルマニア40では双子の弟ジェイ・ウーソとの兄弟対決となったが、ジミーはピンフォール負けした。
2024年11月、サバイバー・シリーズのメインイベントのウォーゲーム戦でローマン・レインズらと組みソロ・シコア組に勝利した。

## その他
- プロレス界を代表するレスリング・ファミリーであるアノアイ・ファミリーの一員。
- FCWでは短期間ながらドニー・マーロウが加わり、サモアン・ソルジャーズ（The Samoan Soldiers）というユニットを結成していた。
- 2014年、ディーヴァのナオミと結婚。

## 得意技

### フィニッシュ・ホールド
サモアン・スプラッシュ
シングルレッグ・ボストンクラブ
スーパーキック

### 投げ技
フルネルソン・ボム
相手をフルネルソンの体勢で捕らえてから、自ら開脚して相手をパワーボムの体勢でマットへ叩きつける。
サモアンドロップ

### 打撃技
エルボー
エルボー・スタンプ
バックエルボー
ナック・パンチ
アッパー
地獄突きの様に打ち込む。
ドロップキック
延髄斬り
ランニングヒッププレス
コーナーにもたれた相手に対し、対角線上に走り自分の尻で相手を押しつぶすように圧殺する技。

### 連携技
ダブル・サモアン・スプラッシュ
現在のフィニッシャー。
ダブル・スーパーキック
二人同時に一人の相手に使用し、フィニッシャーとする場合もある。

## 獲得タイトル
FCW
- FCWフロリダタッグチーム王座 : 1回

w / ジェイ・ウーソ
WWE
- ロウ・タッグ王座 : 3回

w / ジェイ・ウーソ

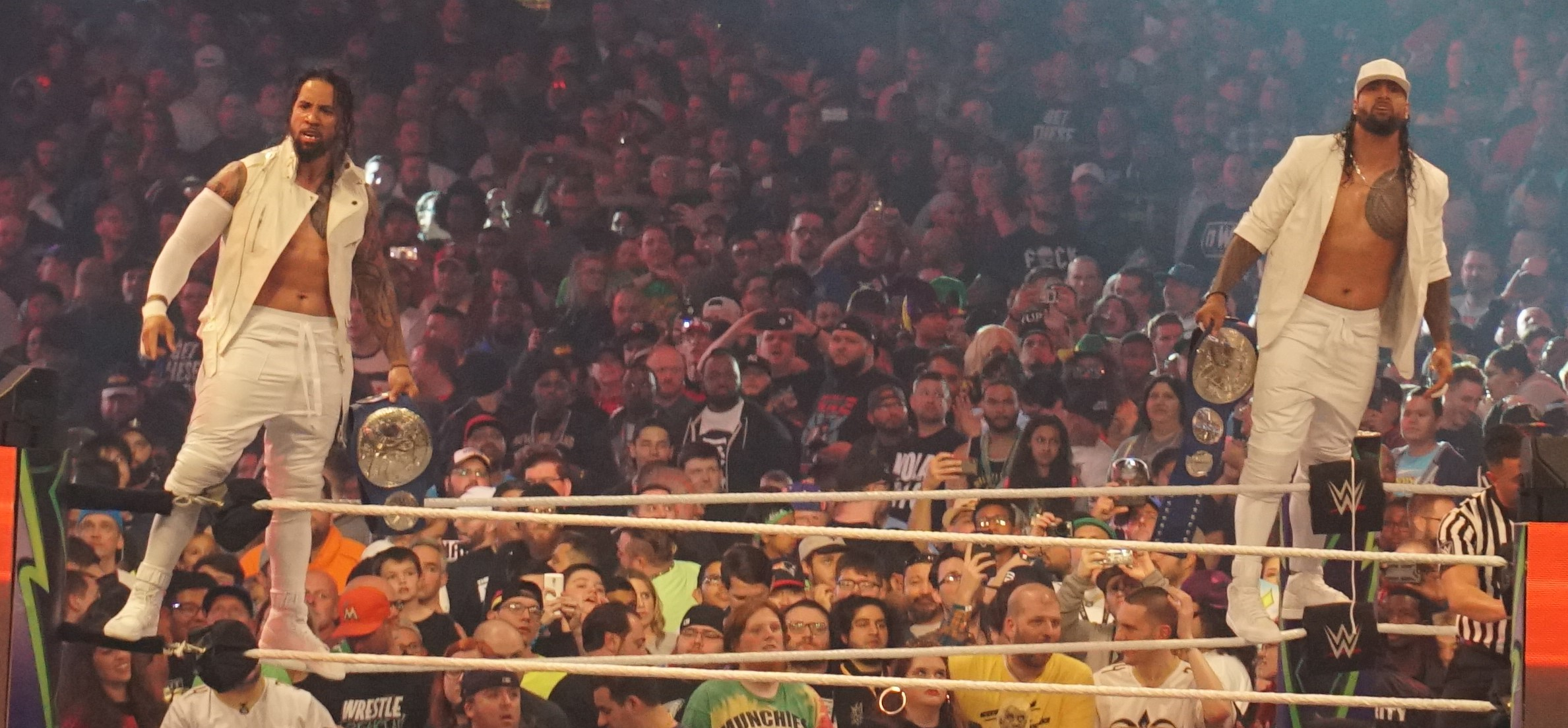
スマックダウン・タッグ王座

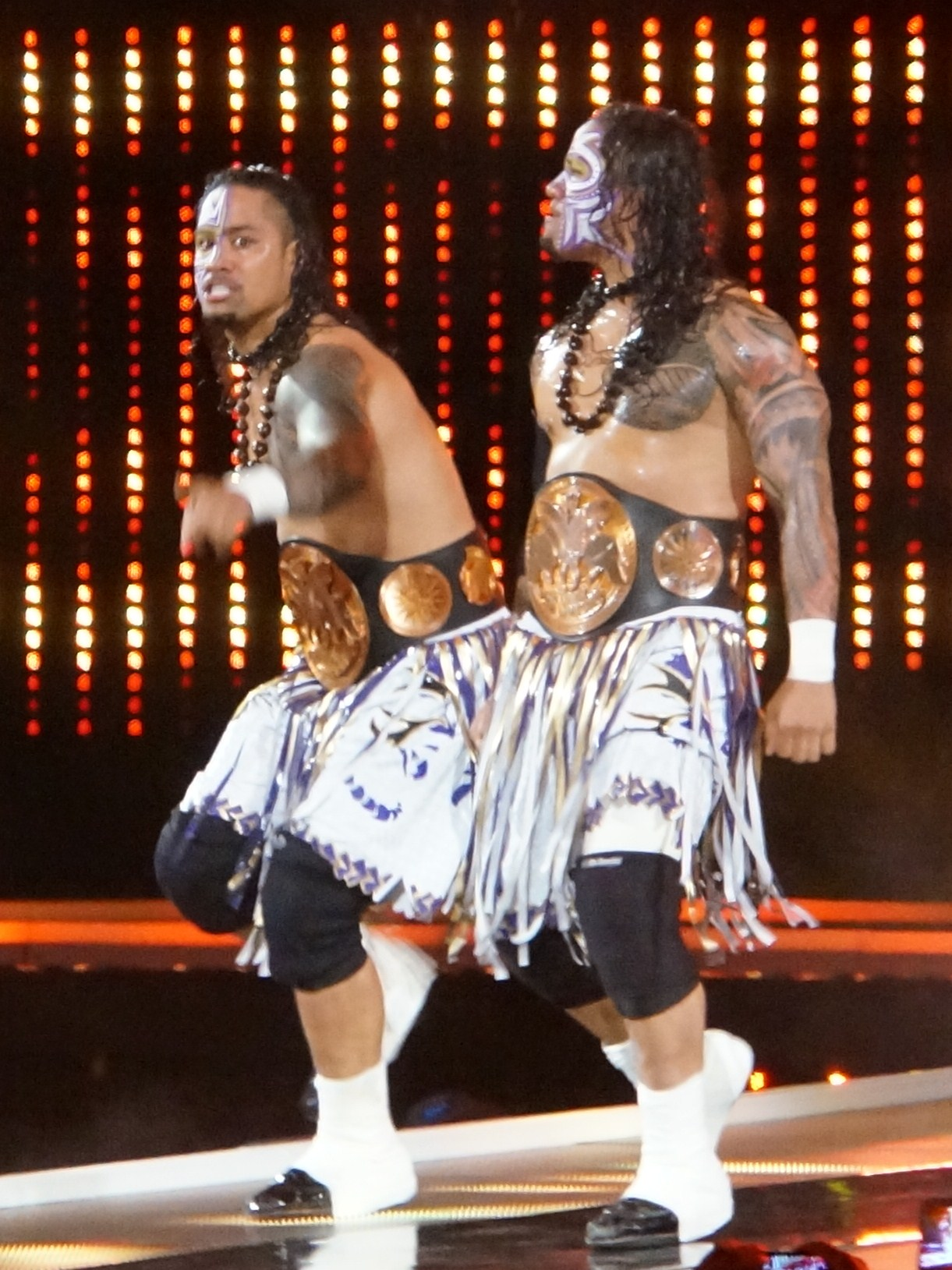
WWEタッグ王座

- WWE・スマックダウンタッグ王座 : 5回

w / ジェイ・ウーソ

## 入場曲
- Born A King - 現在使用中
- Done With That (Remix)
- Done With That
- So Close Now
- Never Make It Without You
- Aiga
- Get Up